# Бернард Дікембош

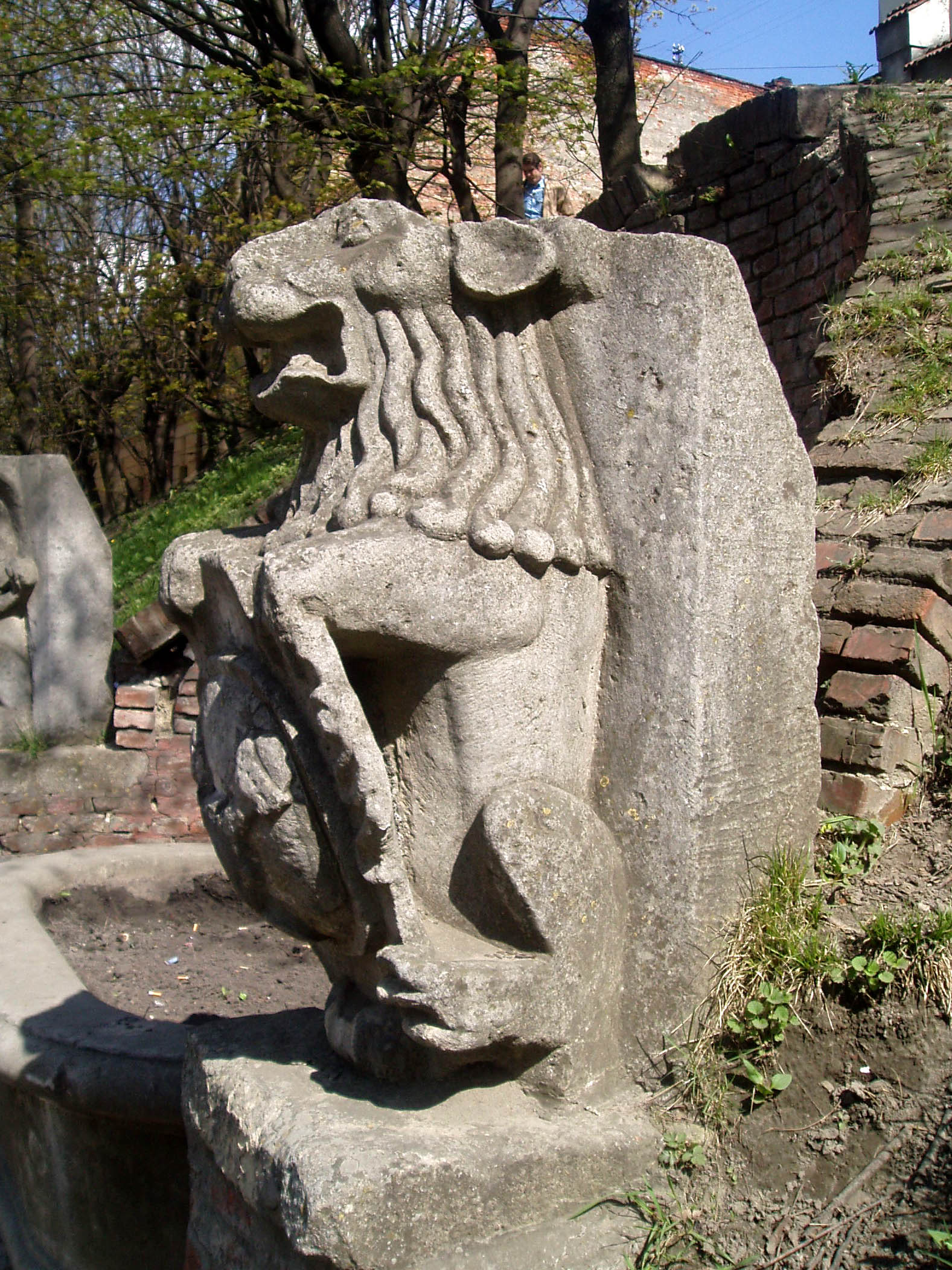
Лев на вулиці Коперника у Львові

Бернард Дікембош (Bernard Dickembosch, Decambos, Dykambosz, Dekambosz; р. нар. і см. невідомі) — скульптор доби Ренесансу.

## Біографія
За походженням, імовірно, голландець. 1612 року прибув до Львова скоріш за все із м. Тарнів, де у складі групи майстрів працював над надгробком князів Острозьких. Збереглися документи, які свідчать, що 1617 року разом з Андреасом Бемером працював при спорудженні нової вежі львівської ратуші: вирізьбив для неї вісьмох левів, із ґмерками львівських патриціїв. Згодом виконав для ратуші різьблені лави. Після руйнації вежі 1826 року два леви були встановлені на Високому замку біля грота, ще два — на вулиці Коперника біля криниці. Один лев зберігається у Львівській галереї мистецтв. На підставі документів, які свідчать про роботу Б. Дікембоша в Бережанах, Тадеуш Маньковський приписав йому три з чотирьох олов'яних саркофагів Сенявських у замковому костелі. На думку Володимира Любченка, міг бути одним із челядників майстерень Яна Пфістера.